# وفاة آزاريا تشامبيرلين
آزاريا شانتيل لورين تشامبيرلين (11 يونيو – 17 أغسطس 1980)، كانت طفلة أسترالية تبلغ من العمر شهرين، قتلها أحد حيوانات الدينغو، وهو نوع من الكلاب الأسترالية، في ليلة 17 من أغسطس عام 1980 أثناء رحلة تخييم عائلية إلى أولورو (أيضاً تعرف باسم آيرز روك) التي تقع في الشمال الأسترالي. لم يتم العثور على جثتها، وأفاد والداها، ليندي ومايكل تشامبيرلين، بأنها قد أخذت من داخل خيمتها بواسطة كلب دينغو، ومع ذلك تمت محاكمة ليندي تشامبيرلين بتهمة القتل وأمضت أكثر من 3 سنوات في السجن. تم إطلاق سراح ليندي بعد العثور على قطعة من ملابس آزاريا قرب أحد عرائن كلاب الدينغو ونتيجة لذلك تم فتح تحقيقات جديدة، وفي العام،2012 وبعد مرور أكثر من 32 عاماً على وفاة آزاريا، تم اعتماد رواية عائلة التشامبيرلين للحادثة من قبل القاضي والطبيب الشرعي.
أيدت التحقيقات الأولية، والتي عقدت في أليس سبرينغز، إدعاءات الوالدين، وانتقدت بشدة تحقيقات الشرطة، وتم إذاعة نتائج التحقيقات على الهواء وبشكل مباشر، وهو ما كان سابقة في أستراليا. بعدها تم عمل عدة تحقيقات أخرى لكن هذه المرة في داروين، وتمت محاكمة ليندي تشامبيرلين وإدانتها بتهمة القتل في 29 أكتوبر 1982 ليحكم عليها بالسجن مدى الحياة. مايكل تشامبيرلين، والد آزاريا، أدين بتهمة التواطئ في الجريمة وتم الحكم عليه بالسجن مع وقف التنفيذ. كان التركيز الإعلامي الذي حظيت به القضية شديداً ومكثفاً وغير مسبوق وآثار العديد من الاتهامات الصادمة، في حينها أيضاً تم انتقاد طريقة المحاكمة لكونها متحيزة وغير مهنية أو موضوعية. قدمت عائلة التشامبيرلين عدة طعون واستئنافات، إلا أنها كانت غير ناجحة ولم يتم قبولها، بما في ذلك الاستئناف النهائي المقدم للمحكمة العليا. تعتبر قضية وفاة آزاريا أحد أكبر القضايا التي أسيء فهمها في تاريخ القضاء الأسترالي.
بعد أن نفذت جميع الخيارات القانونية أمام عائلة التشامبيرلين، كانت الصدفة البحتة، والتي أدت إلى العثور على قطعة من ملابس آزاريا قرب أحد عرائن كلاب الدينغو، هي السبب في إطلاق سراح ليندي تشامبيرلين في عام 1986. كان يوم 15 سبتمبر 1988 هو اليوم الذي ألغت فيه محكمة الاستئناف الجنائية وأسقطت جميع الإدانات والتهم ضد ليندي ومايكل تشامبيرلين. فتح تحقيق ثالث في عام 1995، وكانت الأدلة والنتائج مفتوحة وغير محددة، لكن خلال التحقيق الرابع، والذي تم إجراؤه في 12 يونيو 2012، قامت قاضي التحقيق الجنائي إليزابيث موريس بتقديم النتائج التي توصلت إليها، والتي أفادت بأن آزاريا قد اختطفت وقتلت بواسطة كلاب الدينغو. بعد إطلاق سراح ليندي تشامبيرلين تم دفع مبلغ 1.3 مليون دولار كتعويض عن السجن الخاطئ، وتم إصدار شهادة وفاة معدلة للطفلة آزاريا.
تم تأليف العديد من الكتب والروايات التي تناولت القضية، وتم تحويل القصة إلى أعمال وأفلام تلفزيونية وروائية منها فيلم ملائكة شريرة (تم إصداره خارج أستراليا ونيوزيلندا باسم صرخة في الظلام)، مسلسل تلفزيوني قصير، مسرحية لبروك بيرس، ألبوم تصوري للفرقة الأسترالية Paradise Motel وعرض أوبرالي لمويا هندرسون بعنوان ليندي.

## تحقيقات الطبيب الشرعي
فتحت تحقيقات الطبيب الشرعي الأولية في قضية الاختفاء في أليس سبرينغز في 15 ديسمبر 1980 بإشراف القاضي دينيس باريت. في 20 فبراير 1981، وفي أول بث مباشر لإجراءات المحكمة الأسترالية، قال القاضي باريت أن السبب المحتمل للوفاة هو هجوم كلاب الدينغو، وأضاف بأنه بعد انتهاء الهجوم تم نقل جثة الطفلة آزاريا والتخلص منها بطريقة غير معروفة عن طريق شخص أو عدة أشخاص مجهولين.
كانت شرطة الإقليم الشمالي والمدعين العامين غير راضين عن نتائج التحقيقات، ما أدى إلى استمرار التحقيقات وفتح تحقيق ثانٍ، ولكن هذه المرة في داروين في سبتمبر عام 1981. بناءاً على صور الأشعة فوق البنفسجية لبذلة آزاريا زعم جايمس كاميرون، من كلية مستشفى لندن الطبية، بأن هناك جرح محفور حول رقبة البذلة أو بعبارة أخرى قطع في الحلق، إضافة إلى تواجد أثر يد لشخص بالغ على البذلة ظاهر في الصور. بعد ظهور هذه النتائج والأدلة تم اتهام عائلة التشامبيرلين بقتل آزاريا.
في عام 1995 تم إجراء تحقيق ثالث في القضية لكنه فشل في تحديد سبب الوفاة ممّا أدى إلى نتائج مفتوحة في التحقيقات.

## قضية ضد ليندي تشامبرلين
زعم التحقيق الثاني أن ليندي قطعت حلق أزاريا في المقعد الأمامي للسيارة العائلية وأخفت جسد الرضيعة بداخل بيت كاميرا كبير ومن ثم عادت لتلحق بعدد من المخيمين لتطعم واحد من أولادها علبة من الحبوب المطبوخة، قبل أن تذهب للخيمة وتصرخ بأن حيوان الدينغو أخذ الرضيعة، زعم في وقت لاحق أنه بينما كان يبحث المخيمون عن الرضيعة قامت الوالدة بالتخلص من جثتها. 
الدليل الرئيسي الذي يدعم هذه الادعاءات هو البدلة، بالإضافة إلى تقرير الطب الشرعي المثير للجدل جدًا الذي ادعى العثور على دليل بقع الهيموغلوبين الجنيني في سيارة الوالدين (الهيموغلوبين الجنيني يكون موجود عادة عند الرضع من سن ست أشهر وأقل)، أزاريا في ذلك الحين كانت تبلغ تسع أسابيع عند اختفائها.
كانت ليندي قد استجوبت عن ملابس أزاريا، ادعت أن الرضيعة كانت ترتدي سترة فوق البدلة ولكنها لم تكن موجودة وقت العثور على الملابس، ثم استجوبت عما إذا كانت الرضيعة ترتدي قميص داخلي ولكن الأم أصرت إنها لم تكن ترتديها، ردود الأم تعارضت مع الأدلة.
في دفاعها، قال شهود عيان أنهم قد شاهدوا الدينغو في المنطقة ليلة 17/8/1980 وادعا الشهود تصديق رواية الوالدين.
أحد شهود العيان (ممرضة) ادعت أنها سمعت صرخة طفل بعد الوقت الذي زعم فيه أن أزاريا قد قتلت، قدم دليل آخر يفيد بأن دم بالغ قد اجتاز تحليل اختبار الهيموغلوبين الجنيني وأن بعض المركبات العضوية الأخرى من الممكن أن تجتاز وتنتج مثل هذه النتائج في نفس الاختبار بما في ذلك مخاط الأنف ومخيض الحليب والشوكولاته، وكلاهما كانا حاضران في السيارة التي زعم أن أزاريا قد قتلت فيها.
قال المهندس ليس هارس الذي قام ببحث عن الدينغو لأكثر من عقد من الزمن قال بالنقيض لما قاله كاميرون، أن أسنان الدينغو من الممكن أن تقطع المواد الصلبة كأحزمة الأمان وقد أعطى مثال على أن أحد حيوانات الدينغو أزال حزمة من اللحم من ورقة التغليف مع ترك الورقة سليمة.
تم تقديم دليل على أن الدينغو قوي لدرجة حمل كنغر وأنه يوجد تقرير على أن الدينغو قد أزال بالفعل فتاة في الثالثة من عمرها من المقعد الخلفي لسيارة سياحية في منطقة تخييم قبل عدة أسابيع ولقد أقر الحادثة شهود عيان.
رفضت هيئة المحلفين أدلة الدفاع، وأدينترالية في أبريل 1983، ومن ثم طلب من المحكمة العليا في أستراليا إلغاء الإدانات لأن الأحكام كانت غير مرضية وغير آمنة.
في فبراير 1984 رفضت المحكمة الاستئناف بالإجماع.

## الإفراج والبراءة
ليندي في 29/10/1982 وحكم عليها بالسجن مدى الحياة، وعلى زوجها بالسجن لمدة 18 شهرًا مع وقف التنفيذ.

### الاستئناف
تم تقديم استئناف غير ناجح للمحكمة الفيد
تم الوصول إلى القرار النهائي في القضية باكتشاف الصدفة، ففي أوائل عام 1986 سقط السائح الإنجليزي ديفيد بريت من على صخرة أولورو خلال تسلقه الليلي مما أدى إلى وفاته، وبسبب حجم الصخرة الكبير والتضاريس الغريبة للطبيعة المحيطة، عثر على بريت مستلقيًا في منطقة قريبة من مخبأ حيوانات الدينغو، وبينما كانت الشرطة تبحث في المنطقة للبحث عن آثار عظام مفقودة من الممكن أن تكون هناك، وجودوا بدلة أزاريا.
وبالتالي أمر رئيس وزراء الإقليم الشمالي بالإفراج الفوري عن الأم ليندي وأعيد فتح القضية، في 15/11/1988 ألغت محكمة الاستئناف الجنائية الإدانات الصادرة ضد الأم، استندت التبرئة إلى رفض نقطتين أساسيتين في قضية الادعاءات وافتراضات متحيزة وغير عادلة قدمت خلال المحاكمة الأولية.
أثارت طبيعة الأدلة الجنائية المشكوك فيها في هذه القضية والحجم المعطى لها مخاوف بشأن مثل هذه الإجراءات حول شهادة الخبراء في القضايا الجنائية، جادلت هيئة الادعاء بنجاح وجود الهيموجلوبين الجنيني في السيارة ولقد كان عامل مهم في الإدانة الأولية ولكن تبين لاحقًا أن مثل هذه الاختبارات لا يعتمد عليها إلى حد كبير وأن اختبارات مشابهة أجريت على المفسد الصوتي أثناء تصنيع السيارات أسفرت عن نتائج مشابهة لنتائج الاختبار.
عوضت عائلة تشامبرلين بعد عامين من تبرئتهم بمبلغ 1.3 مليون دولار نتيجة الحبس الخاطئ وهو مبلغ يغطي أقل من ثلث نفقات العائلة القانونية.
أسفرت نتائج التحقيق الثالث الصادر في 13/12/1995 عن أن الأسباب وطريقة الوفاة غير معروفين.
في ديسمبر/2012 ، المحققة إليزابيث موريس أعلنت أن تحقيق رابع سوف يجرى في فبراير/ 2012، في 12/6/2012 أعلن أن حيوان الدينغو هو المسؤول عن مقتل أزاريا في عام 1980وقد توصلت موريس لهذه النتيجة استنادًا إلى التقارير اللاحقة عن هجمات الدينغو على بعض الناس مسببة الجرح والقتل، وأعلنت أنه توفت أزاريا عند صخرة إيريز في 17/8/1980، وأن سبب الوفاة هو هجمات الحيوان وقدمت موريس تعازيها للعائلة في وفاة ابنتهم المحبة، وأعلنت أنه سجلت شهادة وفاة مع ذكر سبب الوفاة.

## تورط وسائل الإعلام والتحيز
كانت محاكمة العائلة هي الأشهر والأكثر انتشارًا في تاريخ أستراليا، بالنظر إلى أن معظم الأدلة المقدمة ضد الأم تم رفضها لاحقًا، الآن يتم استخدام القضية كمثال على كيفية تأثير وسائل الإعلام والتحيز سابقًا على سير القضية.
تم استقطاب رأي العامة ووسائل الإعلام خلال المحاكمة (شائعات خيالية ونكات مرضية)، وغيرها من الرسوم المتحركة، وتم توجيه العداء خاصة للأم لأنها لم تتصرف بنمطية كأم ثكلى، ثم تم إطلاق الكثير من الادعاءات الكاذبة كتلك القائلة أن الكنيسة تقتل الأطفال كطقس ديني غريب، أن العائلة أخذت الرضيعة لمنطقة نائية وأن الأم لم تظهر المشاعر أثناء الإجراءات. ادعى رجل مجهول أنه طبيب الرضيعة، قال أن أزاريا تعني (التضحية في البرية) (ساعد الله)، ادعى آخرون أن الأم كانت ساحرة.
يبدو أن الصحافة انتهزت أي نقطة جدلية، على سبيل المثال، أفيد أن الأم ألبست طفلتها ثوب أسود ههما أثار الرأي السلبي، على الرغم من أن توجهات أوائل الثمنينات كانت القطن الأسود والبحري والمزينة غالبًا بالأشرطة الملونة، أو تلك المطبوع عليها أغصان الألوان الزاهية.

## الأحداث اللاحقة
منذ حادثة أزاريا، نوقشت هجمات حيوان الدينغو على الناس في المجال العام، خاصة هجمات الدينغو على جزيرة فريزر (ساحل كوينزلاند) وهي الملاذ الأخير في أستراليا لهذا الحيوان البري، في أعقاب هذه الهجمات ظهر أنه كان هنالك على الأقل 400 هجمة دينغو في جزيرة فريزر أغلبها ضد الأطفال، وعلى الأقل على اثنين من البالغين. على سبيل المثال في أبريل 1998 تعرضت رضيعة بعمر ال13 شهر لهجوم الحيوان وتم سحبها لمسافة متر قبل أن يتدخل والدها.
في 7/2004، ادعى المتقاعد الملبورني فرانك كول أنه قتل عام 1980 دينغو ووجد في فمه طفل، بعد مقابلة كول للحديث أكثر حول الموضوع، قررت الشرطة عدم فتح القضية، ادعى الرجل أن لديه أشرطة من سترة كانت ترتديها أزاريا عندما اختفت لكن الأم ليندي أصرت أن البدلة لم تكن تحتوي على أشرطة وتم الطعن في مصداقية كول عندما قدم ادعاءات ليس لها أساس من الصحة في قضية أخرى.
في أغسطس 2005 ادعت امرأة أنها أزاريا لكن رفضت السلطات ادعاءاتها، وقال برنامج مراقبة وسائل الإعلام أن ادعاءاتها ليس لها أي مضمون.

## الوضع الحالي
انفصل الوالدان عام 1991 وتزوجا بآخرين، عاشت ليندي وزوجها الجديد في الولايات المتحدة الأمريكية ونيوزلندا ومن ثم عادوا إلى أستراليا، توفي الأب عام 2017 بعد رحلة معاناة مع مرض اللوكيميا عن عمر يناهز ال72.
يضم المتحف القومي الأسترالي ما يزيد عن 250 عنصر يتعلق باختفاء أزاريا والتي قامت الأم بالمساعدة في توثيقها، مثل رسومات قاعة المحكمة، معدات تخييم، قطعة من لوحة قيادة السيارة، ملابس لبستها ليندي، رقم غرفتها في السجن، الفستان الأسود الذي كانت ترتديه أزاريا. تضم المكتبة القومية الأسترالية عدد قليل متعلق بأزاريا مثل سجلات ميلادها واسوارة الهوية في المشفى الخاص بها، مخطوطة تضم حوالي 20000 وثيقة تحتوي على مراسلات عائلة تشامبرلين وعدد كبير من الرسائل من عامة الناس.

## تأثير وسائل الإعلام والثقافة

### الأفلام والتلفزيون
كانت القصة موضوع الكثير من الكتب، الأفلام والبرامج التلفزيونية وغيرها من المواد المنشورة، نشر كتاب Evil angels للكاتب جون بريسون عام 1985، وفي عام 1988 تم تحويل الكتاب إلى فيلم بنفس الاسم (وبإسم صرخة في الظلام خارج أستراليا ونيوزلندا) بطولة ميرل ستريب لتحصل على ترشيح جائزة الأوسكار للمرة الثامنة وأول جائزة AFI لها.
عام 2002، أنتج أوبرا ليندي كتابة مويا هندرسون وإنتاج أوبرا أستراليا في دار أوبرا سيدني.
عام 2004، بدأ تصوير قصة أزاريا كمسلسلات تلفزيونية قصيرة (خلال عيناي) بطولة ميراندا أوتو وكريغ ماكلاكين في دور الأبوين، بناء على كتاب ليندي الذي يحمل نفس الاسم.
عام 2003، أشار الفيلم الكوميدي كنجارو جاك لنفس الحادثة، في مشهد كان يسير فيه البطل في منطقة نائية عندما اقتربت منه مجموعة من كلاب الدينغو الذين يروا لويس بوكر محاولين مهاجمته، وفي حالة من الذعر يقول بوكر أن الحيوان سيقتله كما قتل تلك الطفلة ومن ثم تخاف الحيوانات جراء اقتراب عاصفة رملية.